# بروس کاتلر
بروس کاتلر (به انگلیسی: Bruce Cutler) (زاده ۲۹ آوریل ۱۹۴۸) بازیگر آمریکایی است.
از فیلم‌های معروف او می‌توان به بازی در فیلم ۱۵ دقیقه اشاره کرد.